# 테스 (영화)
《테스》(영어: Tess)는 1979년 개봉한 영국의 드라마 영화이다. 로만 폴란스키가 감독을 맡았으며, 토머스 하디의 소설 더버빌가의 테스 가 영화의 원작이다. 1979 골든 글로브 외국어영화상, 1980 세자르상 작품상 수상작이다. 아카데미상에서는 작품상을 포함한 여섯 부문에 후보로 올랐고, 촬영상·미술상·의상상을 수상했다.

## 줄거리
이야기는 1880년대 토머스 하디의 웨식스에서 일어난다.
이야기의 사건은 트리넘 목사가 시골 사람인 존 더베이필드와 우연히 대화하면서 시작된다. 지역 역사학자인 트리넘은 연구 과정에서 "더베이필드" 가문이 윌리엄 1세 시대까지 거슬러 올라가는 귀족 가문인 "더버빌" 가문의 후손이라는 것을 발견한다. 이 가문은 남성 상속자가 단절되면서 땅과 명성을 잃었다. 목사는 더베이필드가 자신의 조상이 잠시 흥미로운 역사적 사실로 알게 되면 좋아할 것이라고 생각한다.
더베이필드는 곧 자신의 귀족 혈통을 이용해 가문의 재산을 늘리려는 생각에 사로잡힌다. 근처에 사는 부유한 더버빌 가문을 찾아낸 그는 아내와 함께 딸 테스를 추정되는 친척에게 보내 매너하우스에서 일자리를 구하게 한다. 매너하우스에는 알렉 더버빌과 그의 어머니가 살고 있다. 테스는 아름다운 소녀이고, 알렉 더버빌은 여자를 밝힌다. 알렉과 그의 어머니는 자신들의 성과 문장 (상징)이 구매된 것이기 때문에 테스와 아무런 혈연 관계가 없다는 것을 알고 있다. 그녀가 순진하고 가난하며 매력적이라는 것을 알게 된 그는 상황을 이용하기 시작한다. 그는 그녀를 혼자 있게 하려 하고, 딸기와 장미로 유혹하려 하지만, 테스는 이러한 시도를 막아낸다. 결국 그는 그녀를 강간한다.
한동안 그들은 가까워지지만, 매너하우스에서 4개월을 보낸 후 테스는 집으로 돌아오고, 곧 임신했다는 사실을 알게 된다. 그녀는 세상의 잔혹함에 대해 너무 모르는데도 자신을 위험에 빠뜨린 어머니에게 화가 난다. 아기는 병약하게 태어나 죽는다. 얼마 후, 테스는 유제품 농장으로 가서 우유 짜는 사람으로 일한다. 그녀는 존경할 만한 가문 출신의 야심 있는 젊은 농부 엔젤 클레어를 만난다. 그는 테스를 순수한 시골 소녀이며 완전히 순진하다고 믿는다. 둘은 사랑에 빠지지만, 테스는 결혼 전날까지 알렉과의 이전 관계를 밝히지 않는다. 이 소식에 실망하고 상심한 엔젤은 그녀를 거부한다.
남편에게 버림받은 테스는 알렉 더버빌을 다시 만난다. 그녀는 처음에는 그의 구애를 화내며 거절하지만, 아버지의 죽음으로 가족은 절망적인 어려움을 겪는다. 굶주림, 퇴거, 노숙에 직면한 테스는 어머니와 형제자매를 부양하기 위해 알렉에게 몸을 맡긴다.
얼마 후, 엔젤 클레어는 해외 여행에서 돌아온다. 브라질에서의 비참한 선교 활동은 그의 건강을 망쳤다. 겸손해지고 생각할 시간을 충분히 가진 그는 테스에 대한 자신의 처우에 대해 후회한다. 그는 그녀를 찾아내는 데 성공하지만, 그녀가 알렉과 함께 사는 것을 발견하고는 상심하여 떠난다. 테스는 알렉에게 돌아간 것이 엔젤과의 행복한 기회를 망쳤다는 것을 깨닫고 알렉을 살해한다.
엔젤을 찾아 도망친 테스는 그와 화해한다. 그는 마침내 그녀의 행동에 도덕적 판단을 내리지 않고 그녀를 아내로 받아들이고 포용할 수 있게 된다. 그들은 결혼을 성사시키고, 테스가 스톤헨지에서 잠자다가 붙잡히기 전까지 법망을 피해 두 밤을 행복하게 보낸다. 마지막 요약에서는 그녀가 살인죄로 유죄 판결을 받고 교수형에 처해졌다고 나온다.

## 출연

### 주연
- 나스타샤 킨스키 : 테스 역
- 피터 퍼스 : 앤젤 역
- 레이 로우슨: 알렉 역

### 조연
- 존 콜린 : 존 더비필드 역
- 로즈마리 마틴 : 더비필드 부인 역
- 캐롤린 피클즈 : 마리안 역
- 리처드 피어슨 : 말로트의 교구신부 역
- 데이비드 마컴 : 클레어 목사 역
- 파스칼 드 보이슨 : 클레어 부인 역
- 수잔나 해밀턴 : 이즈 역
- 캐롤라인 엠블링 : 레티 역
- 토니 처치 : 파슨 트링엄 역
- 레슬리 던롭 : 닭장에 있는 여자 역
- 실비아 콜러리지 : 더버빌 부인 역
- 프레드 브라이언트 : 데어리맨 크릭 역
- 디큰 애쉬워스 : 무덤 농부 역
- 팻시 로우랜즈 : 여주인 역
- 존 베트 : 펠릭스 클레어 역
- 팻시 스마트 : 가정부 역

### 단역
- 브리지드 에린 베이츠 : 초원의 여자 역
- 진느 비라스 : 목장 소녀 역
- 톰 셔드본 : 커스버트 클레어 역
- 마릴린 에벤 : 닭장에 있는 여자 역
- 자크 매두 : 하베스트 역
- 존 바렛 : 올드 다이어리 핸드 역
- 앤 티라르 : 올드 다이어리 핸드 역
- 아리엘 돔바슬 : 머시 찬트 역

## 기타
- 원작자: 토마스 하디
- 공동제작: 티모시 버릴
- 협력프로듀서: 장-피에르 라삼
- 미술: 피에르 구프로이
- 의상: 안소니 포웰
- 배역: 메리 셀웨이

## 수상
- 1980년 제6회 LA 비평가 협회상 수상 촬영상 (제프리 언스워스, 기슬랭 클로젯)
- 1980년 제45회 뉴욕 비평가 협회상 수상 촬영상 (제프리 언스워스, 기슬랭 클로젯), 감독상 (로만 폴란스키)
- 1980년 제5회 세자르영화제 수상 작품상 (로만 폴란스키)
- 1981년 제38회 골든 글로브 시상식 수상 외국어 영화상 (로만 폴란스키), 여우주연상 (나스타샤 킨스키)
- 1981년 제53회 미국 아카데미 시상식 수상 미술상 (피에르 구프로이), 의상상 (안소니 포웰), 촬영상 (제프리 언스워스)
- 1982년 제35회 영국 아카데미 시상식 수상 촬영상 (제프리 언스워스)
- 2012년 제37회 토론토국제영화제 시네마테크
- 2012년 제49회 금마장 필름 컬트 (URE)
- 2012년 제56회 런던 국제 영화제 단편 및 애니메이션
- 2015년 제20회 부산국제영화제 월드 시네마